# Oddmund Andersen
Oddmund Andersen (21 dicembre 1915 – 23 novembre 1999) è stato un calciatore norvegese, di ruolo difensore.

## Carriera

### Club
Nordby vestì la maglia del Mjøndalen.

### Nazionale
Giocò 4 incontri per la Norvegia, partecipando anche al campionato del mondo 1938. Esordì il 1º novembre 1936, nella pareggio per 3-3 contro l'Paesi Bassi, ad Amsterdam.